# Холокост в Логойском районе
Холокост в Лого́йском районе — систематическое преследование и уничтожение евреев на территории Логойского района Минской области оккупационными властями нацистской Германии и коллаборационистами в 1941—1944 годах во время Второй мировой войны, в рамках политики «Окончательного решения еврейского вопроса» — составная часть Холокоста в Белоруссии и Катастрофы европейского еврейства.

## Геноцид евреев в районе

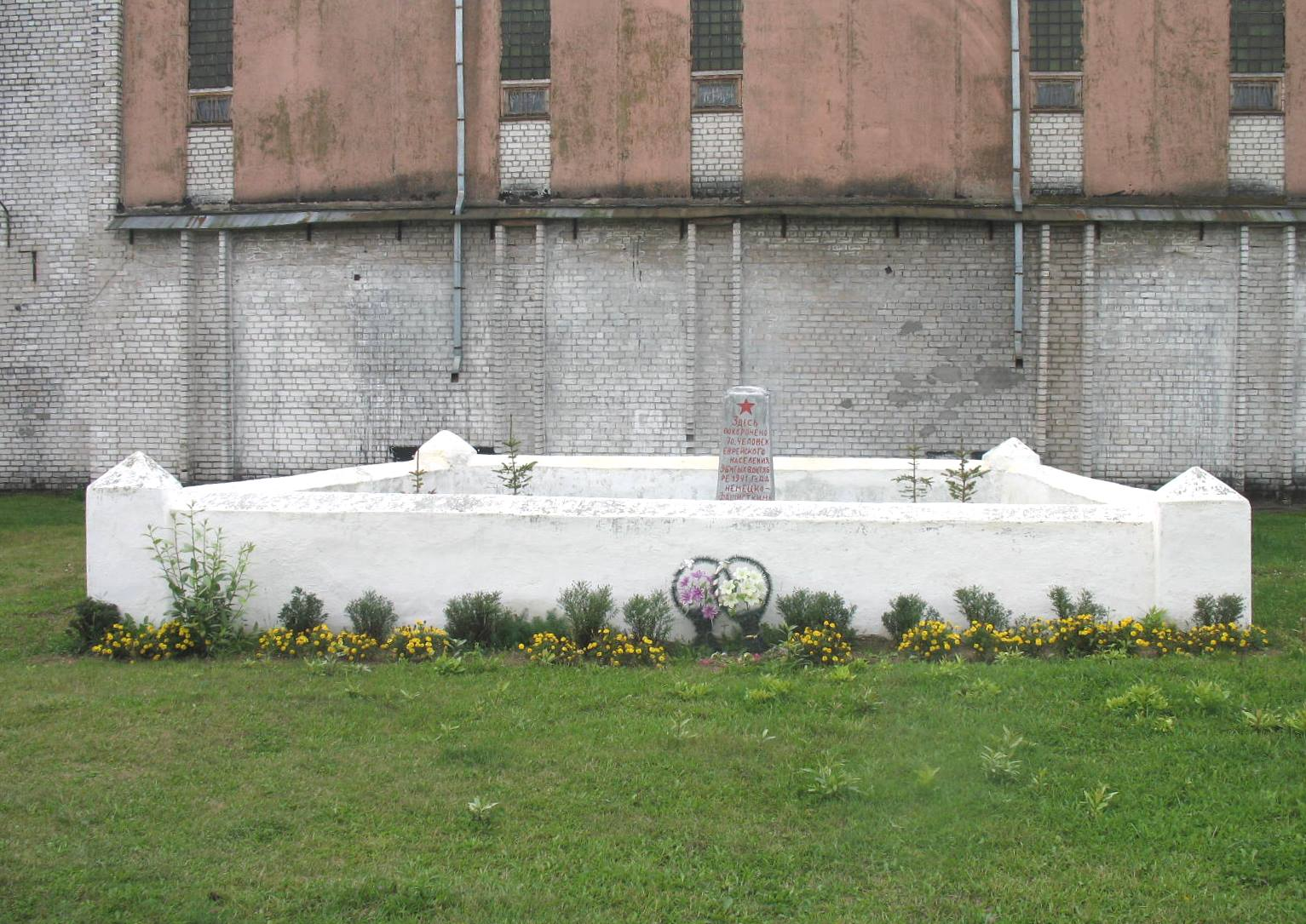
Памятник на месте убийства евреев Плещениц

Логойский район был полностью оккупирован немецкими войсками в июле 1941 года, и оккупация продлилась более трёх лет — до начала июля 1944 года. Нацисты включили Логойский район в состав территории, административно отнесённой в состав генерального округа Белорутения рейхскомиссариата Остланд.
Вся полнота власти в районе принадлежала зондерфюреру — немецкому шефу района, который подчинялся руководителю округи — гебитскомиссару. Во всех крупных деревнях района были созданы районные (волостные) управы и полицейские гарнизоны из белорусских и польских коллаборационистов.
Для осуществления политики геноцида и проведения карательных операций сразу вслед за войсками в район прибыли карательные подразделения войск СС, айнзатцгруппы, зондеркоманды, тайная полевая полиция (ГФП), полиция безопасности и СД, жандармерия и гестапо.
Одновременно с оккупацией нацисты и их приспешники начали поголовное уничтожение евреев. «Акции» (таким эвфемизмом гитлеровцы называли организованные ими массовые убийства) повторялись множество раз во многих местах. В тех населенных пунктах, где евреев убили не сразу, их содержали в условиях гетто вплоть до полного уничтожения, используя на тяжелых и грязных принудительных работах, от чего многие узники умерли от непосильных нагрузок в условиях постоянного голода и отсутствия медицинской помощи.
В сообщении «О положении в оккупированных областях Белоруссии» от 19 августа 1941 года партийный руководитель Белоруссии П. К. Пономаренко приводил примеры фактов расправы над евреями на территории Белоруссии: «Еврейское население подвергается беспощадному уничтожению. В Логойщине все еврейские семьи были выгнаны на улицу и расстреляны на глазах у населения… Такие факты многочисленны».
Евреев в Логойском районе убивали в Логойске, Плещеницах, деревнях Козыри, Красный Бор, Камено и многих других местах. За время оккупации практически все евреи района были убиты, а немногие спасшиеся в большинстве воевали впоследствии в партизанских отрядах.

## Гетто
Оккупационные власти под страхом смерти запретили евреям снимать желтые латы или шестиконечные звезды (опознавательные знаки на верхней одежде), выходить из гетто без специального разрешения, менять место проживания и квартиру внутри гетто, ходить по тротуарам, пользоваться общественным транспортом, находиться на территории парков и общественных мест, посещать школы. Местные неевреи не только не имели права торговать с евреями, но им запрещалось даже разговаривать с евреями, здороваться с ними или отвечать на их приветствия. Все тяжелые работы евреи должны были выполнять без оплаты.
Реализуя нацистскую программу уничтожения евреев, немцы создали на территории района 2 гетто.
- В гетто города Логойска (июль 1941 — 30 августа 1941) были замучены и убиты 1200 евреев.
- В гетто поселка Плещеницы (июнь 1941 — 21 октября 1941) были убиты 1000 евреев[20].

## Случаи спасения и «Праведники народов мира»
В Логойском районе 6 человек были удостоены почетного звания «Праведник народов мира» от израильского мемориального института «Яд Вашем» «в знак глубочайшей признательности за помощь, оказанную еврейскому народу в годы Второй мировой войны»:
- Ходосевич Антонина, Петр и Янина — за спасение Канторович (Зисерман) Тамары и Баркана Рафаила в Логойске[21][22][23].
- Красовские Мария, Андрей и Иосиф — за спасение Добрушкиной Маргариты в деревне Студенец[24].

В деревне Нивки недалеко от Логойска пряталась одна еврейская семья, и всю войну о них заботились их знакомые.

## Память
Два памятника убитым евреям района установлены в Логойске, один — в Плещеницах. Символический памятник жертвам геноцида евреев в Плещеницах установлен на мемориальном кладбище в Холоне.
Опубликованы неполные списки убитых в Логойском районе евреев.